# Ruth Schmidt-Niemack

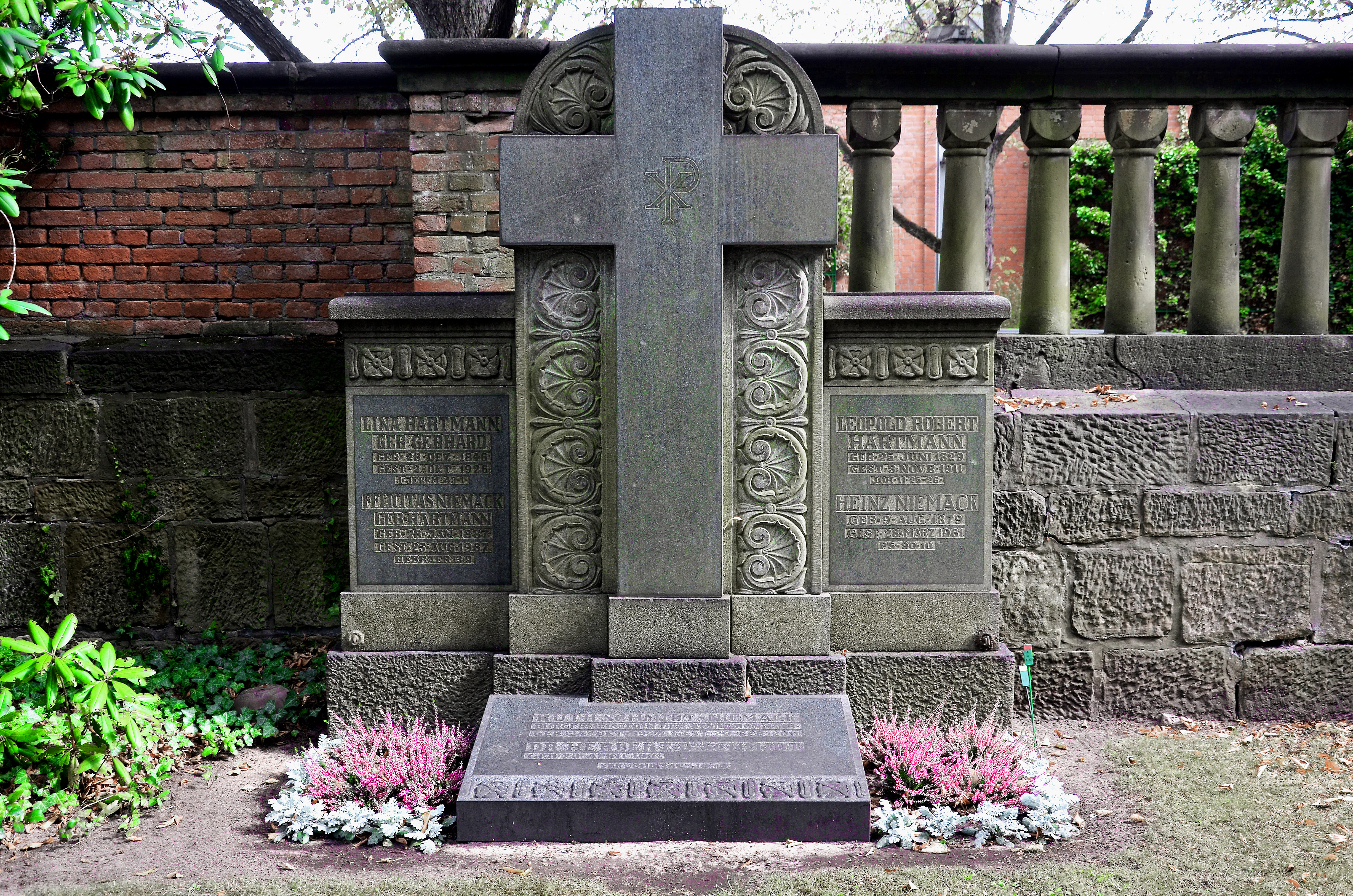
Grabsteine am Familiengrab Hartmann und Niemack auf dem Stadtfriedhof Engesohde in Hannover

Ruth Schmidt-Niemack (* 24. Oktober 1927 in Hannover; † 20. Februar 2011 in Marquartstein) war eine deutsche Kauffrau und Kommunalpolitikerin der CDU. Von 1989 bis 1994 war sie Bürgermeisterin der Stadt Bonn.

## Leben
Ruth Schmidt-Niemack studierte in Hannover, Freiburg und München Betriebswirtschaft. 1957 kam sie nach Bonn, trat 1966 der CDU bei und engagierte sich kommunalpolitisch. 1975 wurde sie Mitglied der Bezirksvertretung Bad Godesberg. Ab 1979 gehörte sie dem Bonner Stadtrat an und war als erste Frau von 1989 bis 1994 ehrenamtliche Bürgermeisterin.  Von 1990 bis 1994 war sie zudem Mitglied im Hauptausschuss des Rates der Gemeinden und Regionen Europas.
Schmidt-Niemack war Mitglied der Frauen-Union und deren langjährige Ehrenvorsitzende, stritt für die Vereinbarkeit von Beruf und Familie, war unter anderem ab 1966 Ortsvorsitzende der CDU Mehlem, Vorsitzende der Frauen-Union Bad Godesberg, Vorsitzende der internationalen Wirtschaftskommission der Europäischen Frauen-Union sowie Stadtbezirks- und Kreisvorstandsmitglied der Bonner CDU. 1994 zog sie sich aus der Politik zurück. Die Trauerfeier für sie fand am 1. März 2011 in der Mehlemer Heilandkirche statt.

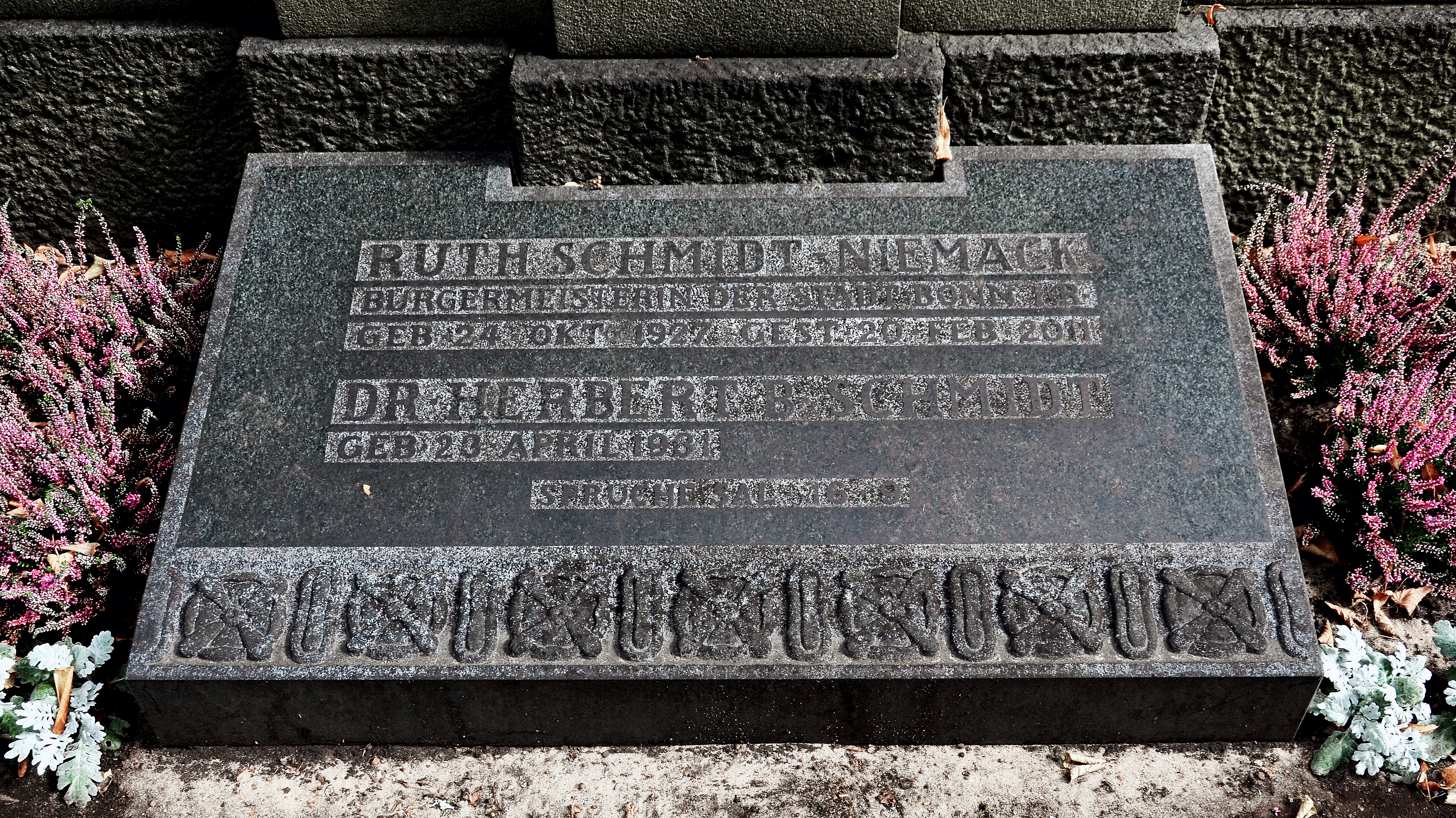
Beigefügter Grabstein für Ruth Schmidt-Niemack mit Vormerkung für „Dr. Herbert B. Schmidt“ (* 23. April 1931)

Schmidt-Niemack wurde auf dem Stadtfriedhof Engesohde in Hannover beigesetzt.
Am 23. Mai 2012 wurde die Dr. Herbert B. Schmidt und Ruth Schmidt-Niemack-Stiftung anerkannt.

## Auszeichnungen
- 1996: Bundesverdienstkreuz am Bande
- Stadtälteste von Bonn